# Gnibango (Mayo-Baléo)
Pour les articles homonymes, voir Gnibango.
Gnibango est un village de la commune de Mayo-Baléo situé dans la région de l'Adamaoua et le département du Faro-et-Déo, à proximité de la frontière avec le Nigeria.

## Population
Lors du recensement de 2005, le village comptait 135 personnes, 71 de sexe masculin et 64 de sexe féminin.